# Mamadou Diop (calciatore)
Mamadou Diop (Guédiawaye, 3 gennaio 2000) è un calciatore mauritano, portiere del Grenoble e della nazionale mauritana.

## Carriera

### Club
Diop ha iniziato a giocare in prima squadra nella quinta divisione francese con le maglie di Istres e Gueugnon. Nel 2021 è stato acquistato dal Chambly dove ha debuttato in Championnat National e l'anno ha firmato con il Grenoble. Ha fatto il suo esordio in Ligue 2 il 24 agosto 2024 nell'incontro perso 2-0 contro il Lorient.

### Nazionale
Ha debuttato con la nazionale mauritana l'11 ottobre 2024 nell'incontro di qualificazione per la Coppa d'Africa 2025 perso 2-0 contro l'Egitto.

## Statiatiche

### Presenze e reti nei club
Statistiche aggiornate al 17 novembre 2024
| Stagione        | Squadra         | Campionato      | Campionato | Campionato | Coppe nazionali | Coppe nazionali | Coppe nazionali | Coppe continentali | Coppe continentali | Coppe continentali | Altre coppe | Altre coppe | Altre coppe | Totale | Totale | Totale |
| Stagione        | Squadra         | Comp            | Pres       | Reti       | Comp            | Pres            | Reti            | Comp               | Pres               | Reti               | Comp        | Pres        | Reti        | Pres   | Reti   |        |
| --------------- | --------------- | --------------- | ---------- | ---------- | --------------- | --------------- | --------------- | ------------------ | ------------------ | ------------------ | ----------- | ----------- | ----------- | ------ | ------ | ------ |
| 2018-2019       | Istres          | N3              | 1          | -4         | CF              | 0               | 0               | -                  | -                  | -                  | -           | -           | -           | 1      | -4     |        |
| 2019-2020       | Gueugnon        | N3              | 3          | -3         | CF              | 0               | 0               | -                  | -                  | -                  | -           | -           | -           | 3      | -3     |        |
| 2020-2021       | Gueugnon        | N3              | 0          | 0          | CF              | 0               | 0               | -                  | -                  | -                  | -           | -           | -           | 0      | 0      |        |
| 2021-2022       | Chambly         | N1              | 9          | -18        | CF              | 2               | -2              | -                  | -                  | -                  | -           | -           | -           | 11     | -20    |        |
| 2022-2023       | Grenoble        | L2              | 0          | 0          | CF              | 0               | 0               | -                  | -                  | -                  | -           | -           | -           | 0      | 0      |        |
| 2023-2024       | Grenoble        | L2              | 0          | 0          | CF              | 0               | 0               | -                  | -                  | -                  | -           | -           | -           | 0      | 0      |        |
| 2024-2025       | Grenoble        | L2              | 11         | -14        | CF              | 0               | 0               | -                  | -                  | -                  | -           | -           | -           | 11     | -14    |        |
| Totale carriera | Totale carriera | Totale carriera | 24         | -39        |                 | 2               | -2              |                    | -                  | -                  |             | -           | -           | 26     | -41    |        |

### Cronologia presenze e reti in nazionale
| Cronologia completa delle presenze e delle reti in nazionale ― Mauritania | Cronologia completa delle presenze e delle reti in nazionale ― Mauritania | Cronologia completa delle presenze e delle reti in nazionale ― Mauritania | Cronologia completa delle presenze e delle reti in nazionale ― Mauritania | Cronologia completa delle presenze e delle reti in nazionale ― Mauritania | Cronologia completa delle presenze e delle reti in nazionale ― Mauritania | Cronologia completa delle presenze e delle reti in nazionale ― Mauritania | Cronologia completa delle presenze e delle reti in nazionale ― Mauritania |
| Data                                                                      | Città                                                                     | In casa                                                                   | Risultato                                                                 | Ospiti                                                                    | Competizione                                                              | Reti                                                                      | Note                                                                      |
| ------------------------------------------------------------------------- | ------------------------------------------------------------------------- | ------------------------------------------------------------------------- | ------------------------------------------------------------------------- | ------------------------------------------------------------------------- | ------------------------------------------------------------------------- | ------------------------------------------------------------------------- | ------------------------------------------------------------------------- |
| 11-10-2024                                                                | Il Cairo                                                                  | Egitto                                                                    | 2 – 0                                                                     | Mauritania                                                                | Qual. Coppa d'Africa 2025                                                 | -2                                                                        |                                                                           |
| 15-10-2024                                                                | Nouakchott                                                                | Mauritania                                                                | 0 – 1                                                                     | Egitto                                                                    | Qual. Coppa d'Africa 2025                                                 | -1                                                                        |                                                                           |
| 22-3-2025                                                                 | Lomé                                                                      | Togo                                                                      | 2 – 2                                                                     | Mauritania                                                                | Qual. Mondiali 2026                                                       | -2                                                                        |                                                                           |
| 25-3-2025                                                                 | Nouakchott                                                                | Mauritania                                                                | 0 – 2                                                                     | RD del Congo                                                              | Qual. Mondiali 2026                                                       | -2                                                                        |                                                                           |
| Totale                                                                    |                                                                           | Presenze                                                                  | 4                                                                         |                                                                           | Reti                                                                      | -7                                                                        |                                                                           |